# Miostatină
Miostatina (GDF-8) este o miokină, o proteină produsă și eliberată de către miocite care acționează asupra funcției autocrine a celulelor musculare de a inhiba miogeneza: creșterea celulelor musculare și diferențierea lor. La om, această proteină este codificată de către gena MSTN. Este un factor de diferențiere a creșterii din familia proteinelor TGF-beta.

## Rol și potențial

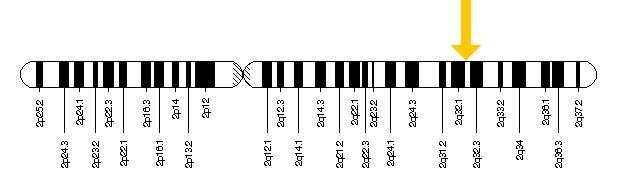
Localizarea genei MSTN la om, pe brațul lung (q) al cromozomului 2, în poziția 32.2.

Deficitul de miostatină este întâlnit în mod natural la diverse specii, și a fost identificat la unele rase de bovine, ovine, la rasa de câine whippet și la om. În oricare dintre aceste cazuri, deficitul său produce o creștere dramatică a masei musculare.
De aceea, în prezent există cercetări care doresc să aibă în vedere aplicarea terapeutică a acestei observații, mai exact în tratamentul bolilor care produc distrugerea masei musculare, cum este de exemplu cazul distrofiei musculare. Principala idee este de a găsi substanțe care ar putea fi utilizate ca medicamente ce pot bloca miostatina. S-a obținut deja un anticorp monoclonal specific pentru miostatină care se pare că ar crește masa musculară la șoarece și la maimuță.